# Théâtre des cuisines
Le Théâtre des Cuisines est le premier théâtre féministe québécois. Créé en 1973 par un collectif de femmes, ses membres se donnent le mandat de «penser leur travail théâtral en fonction des femmes et des conditions qui leur sont faites » et se définissent comme « un groupe de femmes qui ont envie de parler avec d’autres femmes des problèmes spécifiques aux femmes ». Elles se démarquent dans l’accessibilité de leur pratique.

## Émergence

### La création du collectif
Le collectif du Théâtre des Cuisines a été créé en 1973 à Montréal par des militantes provenant de diverses associations féministes, notamment du Centre des Femmes de Montréal et de l'Association Des Droits Sociaux (A.D.D.S), dont Véronique O'Leary et Denise Fortier. C’est cette sensibilité aux enjeux féministes et cette volonté de lutte qui les ont ralliées vers une pratique théâtrale, étant donné qu’elles ne partageaient pas toutes les mêmes expériences dans cette discipline. La militante Véronique O’Leary, détenant une formation en théâtre professionnel du Théâtre National de Strasbourg en France, ainsi qu’une expérience en théâtre de combat guide les femmes dans leur entrée vers cette pratique. Elles seront peu après jointes par Solange Collin et Carole Fréchette et Pierrette Savard, elles aussi femmes de théâtre. Ce collectif devient la première troupe féministe au Québec. La première représentation de leur pièce Nous aurons les enfants que nous voulons concrétise la fondation du Théâtre. Cette pièce est jouée pour la première fois le 8 mars 1974, à l’occasion de la Journée internationale des femmes, dans la salle Saint-Edouard, située dans un sous-sol d’église de Montréal. Ce sont alors huit femmes qui montent sur scène devant une salle remplie par près de 3 000 personnes (dont les trois quarts sont des femmes).

Véronique O’Leary s’exprime sur son envie de créer le Théâtre des Cuisines dans un article publié en 1987 pour la Nouvelle Barre du Jour :   
« Pourquoi un beau jour d’été 1973, ai-je voulu et réussi à convaincre d’autres militantes féministes du Centre des femmes et de groupes populaires de faire ensemble une pièce sur l’avortement ? C’est simple : j’étais jeune comédienne et je croyais dans la force extraordinaire du théâtre pour transmettre nos idées et nos émotions. Je l’avais expérimenté d’abord pendant l’École de théâtre en France lors du fameux Mai 68, puis en 69-70 avec des groupes de théâtre de rue à Montréal. La création du Théâtre des Cuisines a été un geste politique et d’amour, indissociable du contexte socio-politique d’alors, où nous avons mis en application ce que nous, féministes, disions : le privé est politique». 
Le Théâtre des Cuisines rédige et produit plusieurs pièces et propose divers ateliers.

### Contexte féministe et artistique
C’est vers la fin des années 1960 que nait la deuxième vague féministe au Québec, à travers différents courants, luttes et revendications. Cela se traduit notamment par la création d’associations ou de collectifs féministes. Cette deuxième vague connaît son apogée à la fin des années 1970, période parfois qualifiée de « l'âge d’or du féminisme québécois ».  
Les diverses pièces rédigées et publiées par le Théâtre des Cuisines ont été créées dans la mouvance artistique des créations collectives de l'époque. Les créations collectives permettent un engagement politique et sociologique marqué : « En devenant art collectif, l'écriture réussit également à faire entendre une multitude de voix. En se faisant collective, l'écriture se montre en outre plus solidaire du système de signes dans lequel elle s'inscrit et auquel elle contribue ». Hervé Guay mentionne alors que l'écriture collective, par sa collectivité, rend l'inscription de son propos dans un système, ici socio-politique, inhérente à la création. L'art collectif devient donc nécessairement engagé. C'est dans cette optique que le collectif privilégie cette forme de création.

## Essor

### Philosophie
Pour le collectif du Théâtre des Cuisines, c’est une forme théâtrale de prise de parole et d’engagement politique et social qui est priorisée plutôt qu’une forme strictement artistique et reconnu pour son esthétique. Les militantes du collectif voient le théâtre comme un moyen de rejoindre les femmes les plus exploitées, les plus isolées : « Nous savons que par le théâtre nous sommes capables de toucher des gens qu'aucun discours et aucune conférence ne saurait convaincre.» Pour le collectif, une importance primordiale est accordée à la dénonciation de la situation des femmes et à la proposition de solutions collectives,.
Son objectif est de rejoindre le plus de femmes possible, toutes classes sociales et tous milieux confondus. Ceci s’articule par l’accessibilité de la pratique théâtrale, autant pour les membres que pour les spectatrices. Le collectif ne se restreint pas à des membres professionnels et priorise dans son fonctionnement une gestion horizontale, valorisant ainsi les capacités, les connaissances et les visions de chacune. Il priorise également l’accessibilité des lieux de diffusion : « toute place – salle paroissiale, salle d’école, local de groupe populaire – est assez bonne pour y jouer, du  moment qu’on peut s’y faire entendre. À nous de savoir adapter notre spectacle au lieu qui est mis à notre disposition ». Par exemple en mai-juin 1974, le collectif joue à l’hôpital Notre-Dame devant les employés de soutien en grève, et joue souvent pour des comités de femmes dans diverses régions. Au Centre des Femmes de Montréal, les membres du collectif distribuent des brochures sur lesquelles sont imprimées leur première œuvre Nous aurons les enfants que nous voulons.
Il est important pour les femmes du collectif de rester en réflexivité quant à leur démarche créatrice et à leurs valeurs féministes. Pendant les répétitions, les divisions idéologiques entre les membres sont mises en lumière et elles sont encouragées à prendre le temps d’en débattre au sein du groupe. Les années 1970 sont marquées par un tiraillement entre les luttes prolétariennes et les luttes féministes au sein de la gauche, ce qui laisse place à des échanges vivants entre les femmes. De plus, les représentations sont systématiquement suivies d’une période de discussion entre les spectatrices et les membres du collectif. Les offres de spectacle pouvant offrir une grande visibilité au collectif, mais qui font abstraction de la période de discussion qui suit la performance, sont catégoriquement refusées. Tel qu’exprimé dans le Manifeste du théâtre des cuisines, publié en 1975, ses membres « accordent plus d'importance à l'information que peut diffuser le spectacle qu'au spectacle lui-même » .

### Œuvres marquantes

#### Nous aurons les enfants que nous voulons
Nous aurons les enfants que nous voulons inaugure le Théâtre des Cuisines le 8 mars 1974, à l'occasion de la Journée internationale des femmes à Montréal. Pour la création de la pièce, le collectif va recueillir, au Centre des Femmes de Montréal, des témoignages de femmes qui ont avorté illégalement; la pièce revendique le droit à la contraception et à l’avortement libre et gratuit. Dans un contexte répressif, où l’avortement est fortement règlementé, le Dr. Morgentaler, médecin pratiquant des avortements médicaux, attend le verdict de la Cour d'appel du Québec, qui l’accuse d’avoir effectué des avortements illégaux. C’est la révolte causée par ce vif débat sur l’avortement, qui encourage les huit femmes à traiter d’un sujet aussi tabou sur scène, où elles sont étonnamment reçues avec solidarité et émotion. Cependant, lors d'une représentation au Salon de la Femme, à la Place Bonaventure, à Montréal, où les militantes ont accepté de jouer, voyant l'invitation comme une opportunité d'accéder à un autre public, des groupes pro-vie sont venus perturber la performance.

#### Môman travaille pas, a trop d'ouvrage!
Môman travaille pas, a trop d’ouvrage! est présentée pour la première fois le 8 mars 1975, à l’occasion de la Journée internationale des femmes de cette année-là. Cette deuxième création traite du travail ménager/invisible des femmes. Il s'agit du premier livre publié par les éditions féministes québécoises remue-ménage.

#### Lecture-spectacle deLes fées ont soif
Les fées ont soif, pièce écrite par Denise Boucher en 1978, dénonce les stéréotypes de la vierge, de la mère et de la prostituée. Elle a été reprise par le collectif du Théâtre des Cuisines au Club Soda, en 1984, en réaction à la visite du pape Jean-Paul II à Montréal. L'idée est née de la volonté de dénoncer les positions patriarcales du pape et de l’Église sur les femmes.

#### As-tu vu? Les maisons s'emportent!
As-tu vu? Les maisons s’emportent! est créée en 1980 et publiée aux Éditions du remue-ménage en 1981. C’est une œuvre portant sur la charge mentale qui incombe les femmes, induite par les responsabilités domestiques inégalement partagées dans la cellule familiale. Le collectif interprète la pièce plus de 50 fois entre 1980 et 1981.

## Actualités
Le Théâtre des Cuisines, toujours actif à ce jour[Quand ?], a été administré dans les dernières décennies par Véronique O’Leary, dans la région du Bas-St-Laurent. En plus de continuer la création de nouveaux spectacles, le Théâtre œuvre dans un volet destiné à offrir des ateliers théâtraux aux femmes et des formations en théâtre d’intervention. S’ancrant dans une approche approfondie de la connaissance corporelle, ces ateliers et formations utilisent notamment le jeu expressif, le jeu clownesque et les masques. La vocation collective, solidaire et politique du Théâtre des Cuisines se perpétue ainsi dans sa volonté de travailler avec un public non professionnel, en rendant le théâtre et l'art, plus globalement, accessible dans l’affirmation qu’il existe en nous toutes et tous un être créateur. Les valeurs féministes portées par le Théâtre des Cuisines lui sont toujours fondamentales, tout comme à sa création.

## Créations

### Spectacles et performances
- 1974 : Nous aurons les enfants que nous voulons, présenté en première le 8 mars, Montréal.
- 1975 : Môman travaille pas, a trop d'ouvrage!, présenté en première le 8 mars, Montréal, tourné ensuite au Bas-St-Laurent et en Gaspésie.
- 1985 : Femmes de paroles bâillonnées, pièce créée pour Amnistie Internationale.
- 1984 : Les Fées ont soif , lecture-spectacle, Montréal.
- 1988 : Haïti racontée par les morts , co-création avec L'Atelye de Port-au-Prince et Magalie Marcelin.
- 1989 : Si je n'étais pas partie Alexandra David-Neel, création de Solange Collin.
- 1990 : La peur bleue et Je veux la paix, création de Véronique O'Leary.
- 1993-1996 : Trompe-la-peur-Blues, création de Véronique O'Leary mise en scène par Suzanne Boisvert, présentée au Théâtre La Licorne et tournée au Québec.
- 2000 : Les décrocheurs de rêve, co-création avec les jeunes de l'école Le Grand Défi et Véronique O'Leary, présenté à la Cathédrale de Rimouski  .
- 2004 : Les conflits, autour de l'Iphigénie d'Euripide, "oeuvre en cours de réalisation (work-in-progress)", présenté au Musée régional de Rimouski  .
- 2007-2008 : Derrière les mots... Flagrants dé-lire de deux clownes, recherche-création clownesco-théâtrale par Gin Bergeron et Véronique O'Leary.
- 2008 : Contes-chanson-danse, créé par Brigitte Martin et Véronique O'Leary, présenté durant "La Nuit des Sans-Abris" à Rimouski.
- 2010 : Debout sur la Terre, spectacle créé dans le cadre des ateliers de création du Théâtre des Cuisines, présenté à la Marche mondiale des Femmes de Rimouski.
- 2011 : Contes et musique, créé par Véronique O'Leary, présenté au Cabaret du forum social Bas-Laurentien, à Esprit-Saint.
- 2011-2012 : Debout sur la Terre, création collective interdisciplinaire en collaboration avec le Centre-Femmes de Rimouski.
- 2015 : Ni clownes ni femmes, spectacle de clôture du projet de formation d'une équipe d'artistes-clownes (2012-2015) dirigée par Véronique O'Leary, présenté à Rimouski et à Ste-Camille.
- 2017-2019 : Devos à vous, de vous à Devos, création de Véronique O'Leary, mise en scène de Michèle Rochin, présenté au Bas-St-Laurent et en France.

### Parutions écrites
- 1975 : Manifeste du Théâtre des Cuisines, paru en préface de Môman travaille pas, a trop d'ouvrage! aux Éditions remue-ménage (1976).
- 1976 : Môman travaille pas, a trop d'ouvrage!, théâtre, paru aux Éditions remue-ménage, réédité en 2020.
- 1981 : As-tu vu? Les maisons s'emportent !, théâtre, paru aux Éditions remue-ménage.
- 2021 : Nous aurons les enfants que nous voulons, paru aux Éditions Pleine Lune.